# Baliwka (obwód połtawski)
Baliwka (ukr. Балівка) – wieś na Ukrainie, w obwodzie połtawskim, w rejonie połtawskim, w hromadzie Nowi Sanżary. W 2001 liczyła 65 mieszkańców.